# Épisodes de Super Hero Family
Cet article présente les vingt épisodes de la série télévisée américaine Super Hero Family (No Ordinary Family).

## Généralités
- En France, la série est diffusée depuis le 10 juin 2011 sur Canal+ Family[1],[2], 18 décembre 2012 sur 6ter et 21 octobre 2013 sur M6.
- En Belgique, la série est diffusée depuis le 8 juillet 2011 sur Be Séries[3]
- Au Québec, la série est diffusée depuis le 7 février 2012 sur Ztélé.

### Synopsis
La famille Powell est une famille comme les autres. Mais un jour, alors que les Powell survolent l'Amazonie, leur avion s'écrase dans la forêt. À la suite de cet événement, ils se découvrent des pouvoirs surnaturels. Le père, Jim, dessinateur de portrait robot pour la police se retrouve doté d'une force et de réflexes incroyables. La mère, Stephanie, scientifique, peut désormais se déplacer à très grande vitesse. Leur fille aînée, Daphne, peut entendre les pensées de n'importe qui. Enfin le fils cadet, J.J., passe subitement de simplet à surdoué.

## Distribution

### Acteurs principaux
- Michael Chiklis (VF : Patrick Floersheim) : Jim Powell
- Julie Benz (VF : Juliette Degenne) : Stephanie Powell
- Kay Panabaker (VF : Kelly Marot) : Daphne Powell
- Jimmy Bennett (VF : Maxime Baudoin) : J.J. Powell
- Autumn Reeser (VF : Fily Keita) : Katie Andrews
- Romany Malco (VF : David Kruger) : George St. Cloud
- Stephen Collins (VF : Jean-Luc Kayser) : Dr Dayton King

### Acteurs récurrents
- Josh Stewart (VF : Thierry Wermuth) : Will puis Joshua
- Christina Chang : inspecteur Yvonne Cho
- Jason Antoon (en) (VF : Cédric Dumond) : M. Litchfield
- Guillermo Díaz (VF : Marc Perez) : inspecteur Franck Cordero
- Reggie Lee (VF : Bertrand Liebert) : Dr Francis Chiles
- Luke Kleintank (VF : Adrien Antoine) : Chris Minor
- Katelyn Tarver (VF : Ludivine Maffren) : Nathalie Poston
- Rebecca Mader (VF : Odile Cohen) : Victoria Morrow
- Jean-Luc Bilodeau : Brett Martin
- Lucy Lawless (VF : Denise Metmer) : Helen Burton

## Résumé de la saison
La famille Powell part au Brésil pour passer du temps ensemble et surtout resserrer les liens familiaux. Cependant, lors de leur voyage, ils ont un accident d'avion et tombent dans une eau étrange qui semble être polluée. Mais ce n'est qu'en rentrant chez eux qu'ils se rendent compte que la chute de l'avion dans ce lac leur a fait développer des capacités surhumaines et se découvrent tour-à-tour des super-pouvoirs…

## Liste des épisodes
1. Un nouveau départ
2. Pouvoirs, mode d’emploi
3. Le Poids du secret
4. Un justicier dans la ville
5. Tremblement de terre
6. Des visiteurs encombrants
7. Révélations
8. Le Talon d’Achile
9. Un anniversaire tout feu tout flamme
10. Un acolyte anonyme
11. Mes chers amis
12. Le Frangin
13. À visage découvert
14. Mémoire cachée
15. Métamorphe
16. Le Sérum
17. L’Enchanteresse
18. Toutes griffes dehors
19. Fractures temporelles
20. Vérités

### Épisode 1:Un nouveau départ
- États-Unis /  Canada : 28 septembre 2010 sur ABC / CTV
- France : 
  - 10 juin 2011 sur Canal+ Family[2]
  - 18 décembre 2012 sur 6ter
  - 21 octobre 2013 sur M6
- Belgique : 8 juillet 2011 sur Be Séries[3]
- Québec : 7 février 2012 sur Ztélé

- États-Unis : 10,69 millions de téléspectateurs[4] (première diffusion)
- Canada : 2,074 millions de téléspectateurs[5] (première diffusion)

- Tate Donovan (Mitch McCutcheon)
- Christina Chang (Detective Yvonne Cho)
- Reggie Lee (Dr Francis Chiles)
- Tom Amandes (Dr Robert Allen)
- Nathan Keyes (Lucas Fisher)
- Nadine Nicole Crocker (Lindsay Silver)
- Jamie Harris (Reed Koblenz)
- Gilland Jones (Emily)
- Tom Deweir (Detective Mario Hixon)
- Karen Eileen Gordon (crime victim)
- Melanie Chartoff (Iris Mitchell)
- Wiley Pickett (precinct cop)
- Sean Andrew (batting cage clerk)
- Ingrid Sanai Buron (guidance counselor)
- Loren Lazerine (security guard)
- Larry Omaha (supply clerk)
- Rey Herrara (referee)
- Renee Faia (Sally Downs)
- Oliver Alvarez (JJ's classmate)
- Nate Reese (Global Tech chairman)
- Lachlan Buchanan (Chad Claremont)
- Josh Stewart (The Watcher)

### Épisode 2:Pouvoirs, mode d’emploi
- États-Unis /  Canada : 5 octobre 2010 sur ABC / CTV
- France : 
  - 10 juin 2011 sur Canal+ Family[2]
  - 18 décembre 2012 sur 6ter
- Belgique : 8 juillet 2011 sur Be Séries[3]
- Québec : 14 février 2012 sur Ztélé

- États-Unis : 8,99 millions de téléspectateurs[6] (première diffusion)
- Canada : 1,79 million de téléspectateurs[7] (première diffusion)

- Christina Chang (Yvonne Cho)
- Josh Stewart (The Watcher)
- Tom Amandes (Dr Allen)
- Jason Antoon (Mr. Litchfield)
- Julia Campbell (Nina Claremont)
- Dan Gauthier (Detective Pierce)
- Nathan Keyes (Lucas)
- Lachlan Buchanan (Chad Claremont)
- Rich Ceraulo (Morgan)
- Mark Durbin (Ron Claremont)
- Gilland Jones (Emily)

### Épisode 3:Le Poids du secret
- États-Unis /  Canada : 12 octobre 2010 sur ABC / CTV
- France : 
  - 17 juin 2011 sur Canal+ Family[2]
  - 18 décembre 2012 sur 6ter
- Belgique : 15 juillet 2011 sur Be Séries[3]
- Québec : 21 février 2012 sur Ztélé

- États-Unis : 7,72 millions de téléspectateurs[8] (première diffusion)
- Canada : 1,563 million de téléspectateurs[9] (première diffusion)

- Jason Antoon (Mr. Litchfield)
- Reggie Lee (Dr Francis Chiles)
- Jonna Walsh (Megan)
- Madisen Beaty (Sara)
- David Hunt Stafford (Mr. Brubaker)
- Jeff Denton (Pete)
- Seema Lazar (bride)
- Ben Cornish (groomsman)

### Épisode 4:Un justicier dans la ville
- États-Unis /  Canada : 19 octobre 2010 sur ABC / CTV
- France : 
  - 17 juin 2011 sur Canal+ Family[2]
  - 25 décembre 2012 sur 6ter
- Belgique : 15 juillet 2011 sur Be Séries[3]
- Québec : 28 février 2012 sur Ztélé

- États-Unis : 7,41 millions de téléspectateurs[10] (première diffusion)
- Canada : 1,608 million de téléspectateurs[11] (première diffusion)

- Reggie Lee (Dr Francis Chiles)
- Jason Antoon (Mr. Litchfield)
- Zorianna Kit (reporter)
- Jonna Walsh (Megan)
- Nikki SooHoo (Lisa)
- Cody McMains (clerk)
- Guillermo Díaz (Detective Cordero)
- Ashton Moio (Declan)
- Jonathan Adams (Coach Baskin)
- Tim Kelleher (Andrew Meyers)
- Katrina Begin (Bailey Browning)
- Carly A. Jones (Ava)
- Tricia Leigh Fisher (Alice Costigan)
- Brian Cousins (Edward Costigan)
- James Earl (Kenny)
- Steven Krueger (Reynolds)
- Catherine Reitman (Mrs. Sanderson)
- Bill Seward (TV announcer)
- Brock Kelly (Mike Clemmons)

### Épisode 5:Tremblement de terre
- États-Unis /  Canada : 26 octobre 2010 sur ABC / CTV
- France : 
  - 24 juin 2011 sur Canal+ Family[2]
  - 25 décembre 2012 sur 6ter
- Belgique : 22 juillet 2011 sur Be Séries[3]
- Québec : 3 mars 2012 sur Ztélé

- États-Unis : 7,38 millions de téléspectateurs[12] (première diffusion)
- Canada : 1,244 million de téléspectateurs[13] (première diffusion)

- Josh Stewart (The Watcher)
- Rachel Miner (Rebecca)
- Keri Safran (Tessa)
- Amy Gumenick (Olivia)
- Max Greenfield (Mr. Robbins)
- Jonna Walsh (Megan)
- Guillermo Díaz (Detective Cordero)
- Paul Preston (assistant coach)
- James Earl (Kenny)

### Épisode 6:Des visiteurs encombrants
- États-Unis /  Canada : 9 novembre 2010 sur ABC / CTV
- France : 
  - 24 juin 2011 sur Canal+ Family[2]
  - 1er janvier 2013 sur 6ter
- Belgique : 22 juillet 2011 sur Be Séries[3]
- Québec : 13 mars 2012 sur Ztélé

- États-Unis : 7,89 millions de téléspectateurs[14] (première diffusion)
- Canada : 1,391 million de téléspectateurs[15] (première diffusion)

- Guillermo Díaz (Detective Cordero)
- Bruce McGill (Allan Crane)
- Cybill Shepherd (Barbara Crane)
- Jackson Rathbone (Trent Stafford)
- Delaina Mitchell (Mrs. Stafford)
- John Burke (Carl Stafford)
- Matt Lasky (robber no. 1)
- Jason Grey (robber no. 2)
- Sean (John) Douglas (Officer Hartwick)
- Charles Carpenter (cop no. 2)

### Épisode 7:Révélations
- États-Unis /  Canada : 16 novembre 2010 sur ABC / CTV
- France : 
  - 1er juillet 2011 sur Canal+ Family[2]
  - 1er janvier 2013 sur 6ter
- Belgique : 29 juillet 2011 sur Be Séries[3]
- Québec : 20 mars 2012 sur Ztélé

- États-Unis : 6,69 millions de téléspectateurs[16] (première diffusion)

- Josh Stewart (The Watcher)
- Mimi Kennedy (Susan Volson)
- Amy Acker (Amanda Grayson)
- Jon Sklaroff (Silvan Luka)
- Brian Gaskill (maitre'd)
- Chelsea Ricketts (Amy)
- Hilda Boulware (foreman)
- Brooke Nelson (Kristy Duncan)
- Jean-Luc Bilodeau (Brett Martin)
- J. Downing (attorney)
- Angela Chee (reporter)

### Épisode 8:Le Talon d’Achille
- États-Unis : 23 novembre 2010 sur ABC
- France : 
  - 1er juillet 2011 sur Canal+ Family[2]
  - 8 janvier 2013 sur 6ter
- Belgique : 29 juillet 2011 sur Be Séries[3]
- Québec : 27 mars 2012 sur Ztélé

- États-Unis : 7 millions de téléspectateurs[17] (première diffusion)

- Josh Stewart (The Watcher)
- Jason Antoon (Mr. Litchfield)
- James Earl (Kenny Barcly)
- Jean-Luc Bilodeau (Bret Martin)
- Amy Acker (Amanda Grayson)
- Sarah McMaster (Sharon Licthfield)
- Tim Meinelschmidt (Dr Silverman)
- Tohoru Masamune (sushi chef)
- Sandra Sanchez (reporter)
- Michael C. Mahon (security guard)
- James Harvey Ward (Omar)
- Andre "Zone" McGee (Junior)

### Épisode 9:Un anniversaire tout feu tout flamme
- États-Unis : 30 novembre 2010 sur ABC
- France : 
  - 8 juillet 2011 sur Canal+ Family[2]
  - 8 janvier 2013 sur 6ter
- Belgique : 5 août 2011 sur Be Séries[3]
- Québec : 3 avril 2012 sur Ztélé

- États-Unis : 6,23 millions de téléspectateurs[18] (première diffusion)

- Josh Stewart (The Watcher)
- Reggie Lee (Dr Francis Chiles)
- Guillermo Díaz (Detective Cordero)
- Alex Solowitz (Theo Patton)
- Patrick Sebes (Jesse)
- Max Ehrich (Dylan)
- Lonnie Colon (fireman no. 1)
- Lance Irwin (fireman no. 2)
- Amalia Holl (hostess)
- Tim Loden (Mr. Morgan)
- Drew Gallagher (uniformed officer)
- Russell Towne (security guard)

### Épisode 10:Un acolyte anonyme
- États-Unis : 7 décembre 2010 sur ABC
- France : 
  - 8 juillet 2011 sur Canal+ Family[2]
  - 15 janvier 2013 sur 6ter
- Belgique : 5 août 2011 sur Be Séries[3]
- Québec : 10 avril 2012 sur Ztélé

- États-Unis : 6,35 millions de téléspectateurs[19] (première diffusion)

- Josh Stewart (The Watcher)
- Reggie Lee (Dr Francis Chiles)
- Guillermo Díaz (Detective Frank Cordero)
- Cody Weselis (gunman)
- Anastasia Basil (owner)
- Tatum Shank (cop)
- Asha K (reporter)
- Phillip Vaden (techie)
- Matt Yuan (Mensa member #1)
- JR Nutt (Mensa member #2)
- Katelyn Tarver (Natalie)
- Rod Keller (segment producer)
- Christopher Bello (Paul Parillo)
- John Dixon (conductor) (non crédité)
- Holly Hannula (news announcer)

### Épisode 11:Mes chers amis
- États-Unis : 4 janvier 2011 sur ABC
- Belgique : 12 août 2011 sur Be Séries[3]
- France : 
  - 11 décembre 2011 sur Canal+ Family
  - 15 janvier 2013 sur 6ter
- Québec : 17 avril 2012 sur Ztélé

- États-Unis : 6,75 millions de téléspectateurs[20] (première diffusion)

- Josh Stewart (The Watcher)
- Katelyn Tarver (Natalie)
- Ricky Schroder (Dave Cotten)
- Annie Wersching (Michelle Cotten)
- Billy Unger (Troy Cotten)
- Conor Leslie (Chloe Cotton)
- Katrina Begin (Bailey Browning)
- Jonathan Schwartz (student #1)
- Moses Jacob Storm (student #2)
- Salina Marie Carter (student #3)
- Josh Feinman (fence)
- Clay Fontenot (bus driver)

### Épisode 12:Le Frangin
- États-Unis /  Canada : 11 janvier 2011 sur ABC / CTV
- Belgique : 12 août 2011 sur Be Séries[3]
- France : 11 décembre 2011 sur Canal+ Family
- Québec : 24 avril 2012 sur Ztélé

- États-Unis : 5,33 millions de téléspectateurs[21] (première diffusion)
- Canada : 1,181 million de téléspectateurs[22] (première diffusion)

- Josh Stewart (The Watcher)
- Jason Antoon (Mr. Litchfield)
- Rebecca Mader (Victoria Morrow)
- Jason Wiles (Mike Powell)
- Luke Kleintank (Chris Minor)
- Shaun Parkes (Frank Matthews)
- Thomas Kasp (Drew Minor)
- James Rekart (crane operator)
- Katie O'Connor (student leader no. 1)
- Mark Daugherty (student leader no. 2)
- Kiva Jump (teacher)
- Ryan Heinke (male student)
- Steffani Brass (Stacey Adams)

### Épisode 13:À visage découvert
- États-Unis : 18 janvier 2011 sur ABC
- Belgique : 19 août 2011 sur Be Séries[3]
- France : 23 décembre 2011 sur Canal+ Family
- Québec : 1er mai 2012 sur Ztélé

- États-Unis : 5,71 millions de téléspectateurs[23] (première diffusion)

- Josh Stewart (The Watcher)
- Jason Antoon (Mr. Litchfield)
- Rebecca Mader (Victoria Morrow)
- Andrew Rothenberg (Austin Davies)
- Luke Kleintank (Chris Minor)
- Melody Butiu (Ms. Varron)
- Katrina Begin (Bailey Browning)
- Joanne Kelly (Rachel Jacobs)
- Katelyn Tarver (Natalie Poston)
- Andres Perez-Molina (cop)
- Ben Fitch (officer)
- "Big" Leroy Mobley (Waid)
- Luis Moncada (Quesada)
- Adam Dunnells (Brueur)

### Épisode 14:Mémoire cachée
- États-Unis : 8 février 2011 sur ABC
- Belgique : 19 août 2011 sur Be Séries[3]
- France : 23 décembre 2011 sur Canal+ Family
- Québec : 8 mai 2012 sur Ztélé

- États-Unis : 5,23 millions de téléspectateurs[24] (première diffusion)

- Josh Stewart (The Watcher)
- Katrina Begin (Bailey Browning)
- Luke Kleintank (Chris Minor)
- Betsy Brandt (Dr Lena Perkins)
- Adrian Quinonez (Robert Gomez)
- Ethan Suplee (Tom Seeley)
- Joshua Dov (menacing guy)
- Michael Petrone (guard)
- James Rekart (crane operator)
- John Ciccolini (witness)

### Épisode 15:Métamorphe
- États-Unis : 15 février 2011 sur ABC
- Belgique : 26 août 2011 sur Be Séries[3]
- France : 30 décembre 2011 sur Canal+ Family
- Québec : 15 mai 2012 sur Ztélé

- États-Unis : 5,03 millions de téléspectateurs[25] (première diffusion)

- Josh Stewart (The Watcher)
- Katelyn Tarver (Natalie Poston)
- Rebecca Mader (Victoria Morrow)
- Vera Miao (barista)
- John Kapelos (Derek)
- Jason Brooks (Kyle Rainey)
- Laurie Fortier (Melissa Rainey)

### Épisode 16:Le Sérum
- États-Unis : 22 février 2011 sur ABC
- Belgique : 26 août 2011 sur Be Séries[3]
- France : 30 décembre 2011 sur Canal+ Family
- Québec : 22 mai 2012 sur Ztélé

- États-Unis : 4,77 millions de téléspectateurs[26] (première diffusion)

- Josh Stewart (The Watcher)
- Jason Antoon (Mr. Litchfield)
- Katelyn Tarver (Natalie Poston)
- Luke Kleintank (Chris Minor)
- Anthony Michael Hall (Roy Minor)
- John Autry II (Jasper Woods)
- Shelley Robertson (Ruby Woods)
- Roy Abramsohn (doctor)
- Andres Perez-Molina (officer)

### Épisode 17:L’Enchanteresse
- États-Unis : 1er mars 2011 sur ABC
- Belgique : 2 septembre 2011 sur Be Séries[3]
- France : sur Canal+ Family
- Québec : 29 mai 2012 sur Ztélé

- États-Unis : 4,26 millions de téléspectateurs[27] (première diffusion)

- Luke Kleintank (Chris Minor)
- Tricia Helfer (Sophie Adler)
- Lucy Lawless (Mrs. X)
- Melody Butiu (Ms. Varron)
- Cecelia Specht (scientist no. 1)
- Phil Young (scientist no. 2)
- Corey Eubanks (Jonah Stephens)
- Jeremy Guskin (clerk)
- Eric Balfour (Lucas Winnick)
- Randy Evans (orderly)
- Eric Linden (sentry)

### Épisode 18:Toutes griffes dehors
- États-Unis : 22 mars 2011 sur ABC
- Belgique : 2 septembre 2011 sur Be Séries[3]
- France : sur Canal+ Family
- Québec : 5 juin 2012 sur Ztélé

- États-Unis : 5,35 millions de téléspectateurs[28] (première diffusion)

- Jason Antoon (Mr. Litchfield)
- Luke Kleintank (Chris Minor)
- Lucy Lawless (Mrs. X)
- Eric Balfour (Lucas Winnick)
- Katie Eischen (jogger)
- Keith Blaney (coroner)
- Scott Connors (officer)
- Robert Picardo (Vice Principal Nance)
- Shay Butler (security guard)
- Sara Bareilles (herself)

### Épisode 19:Fractures temporelles
- États-Unis : 26 mars 2011 sur ABC
- Belgique : 9 septembre 2011 sur Be Séries[3]
- France : sur Canal+ Family
- Québec : 12 juin 2012 sur Ztélé

- États-Unis : 3,52 millions de téléspectateurs[29] (première diffusion)

- Luke Kleintank (Chris Minor)
- Lucy Lawless (Mrs. X)
- Guillermo Díaz (Detective Cordero)
- Rebecca Mader (Victoria Morrow)
- Raphael Sbarge (O'Bannon)
- Alex Quijano (Rizzo)
- Mercedes Colon (Marta Cordero)
- Jay R. Ferguson (Agent Wesley Norris)
- Josh Daugherty (Tyler Carr)
- Sandra Sanchez (TV reporter)
- Stephanie Bast (nurse)
- John Rubinstein (Dr Klein)
- Jeff Grace (camera man)
- Patrick Robert Smith (military commander)

### Épisode 20:Vérités
- États-Unis /  Canada : 5 avril 2011 sur ABC / CTV
- Belgique : 9 septembre 2011 sur Be Séries[3]
- France : sur Canal+ Family
- Québec : 19 juin 2012 sur Ztélé

- États-Unis : 5,74 millions de téléspectateurs[30] (première diffusion)
- Canada : 1,2 million de téléspectateurs[31] (première diffusion)

- Josh Stewart (The Watcher/Joshua)
- Jason Antoon (Mr. Litchfield)
- Lucy Lawless (Mrs. X)
- Rebecca Mader (Victoria Morrow)
- Anthony Martins (passenger)
- Michael Maize (Ben)
- John Rubinstein (Dr Klein)
- Cody Weselis (gunman)
- Derek Davies (gunman no. 2)
- Greg Collins (armed guard)
- James Ellis Lane (Agent Hawkins)
- Tracy Howe (security guard)